# Ullur
Ullur è una suddivisione dell'India, classificata come census town, di 7.779 abitanti, situata nel distretto di Thanjavur, nello stato federato del Tamil Nadu. In base al numero di abitanti la città rientra nella classe V (da 5.000 a 9.999 persone).

## Geografia fisica
La città è situata a 10° 58' 30 N e 79° 24' 05 E.

## Società

### Evoluzione demografica
Al censimento del 2001 la popolazione di Ullur assommava a 7.779 persone, delle quali 3.861 maschi e 3.918 femmine. I bambini di età inferiore o uguale ai sei anni assommavano a 782, dei quali 403 maschi e 379 femmine. Infine, coloro che erano in grado di saper almeno leggere e scrivere erano 6.204, dei quali 3.264 maschi e 2.940 femmine.